# Hilmar Moser
Hilmar Hermann Moser (* 5. November 1880 in Langenorla; † 11. Juli 1968 in Degerndorf am Inn) war ein deutscher Generalleutnant des Heeres und SS-Gruppenführer im Zweiten Weltkrieg.

## Leben
Moser trat im Frühjahr 1902 in die Armee ein und nahm am Ersten Weltkrieg teil. Nach Kriegsende wurde er in die Reichswehr übernommen und war von Anfang April 1932 bis zu seiner Verabschiedung aus der Armee Ende Juni 1937 als Kommandant des Artillerieschießplatzes Jüterbog eingesetzt.
Am 20. November 1937 beantragte er die Aufnahme in die NSDAP und wurde rückwirkend zum 1. Juni desselben Jahres aufgenommen (Mitgliedsnummer 5.981.943). Im Rang eines SS-Oberführers wurde er am 11. September 1938 in die Schutzstaffel (SS-Nummer 309.713) übernommen und erreichte in dieser Organisation im April 1944 den Rang eines SS-Gruppenführers.
Mit Beginn des Zweiten Weltkrieges wurde Moser als Offizier der Wehrmacht reaktiviert. Zunächst war er Kommandeur des Artillerie-Ersatz-Regiments 45 und ab Ende 1939 Kommandeur des Divisions-Aufstellungsstabes in Wien. Danach war er Kommandeur des Offizier-Auswahllehrgangs im Wehrkreis XVII.
Ab dem 24. Juni 1941 war er Kommandant der Oberfeldkommandantur (OFK) 372. In dieser Funktion ließ er durch eine Abteilung eines ihm unterstehenden Wachbataillons den Aufstand von Sobibór im Oktober 1943 niederschlagen. Vom 10. Mai 1944 bis zu seiner Gefangennahme durch Soldaten der Roten Armee am 25. Juli 1944 war er Kommandant eines Festungsabschnitts bei Lublin. Moser gab am 29. August 1944 dem Oberkommando der Roten Armee eine Erklärung zu seinem Wissen über die Vorgänge im KZ Majdanek ab. Moser wurde noch 1944 nach einem Verfahren aus der Allgemeinen SS ausgeschlossen.
Nach Kriegsende stand Moser auf einer Ende August 1945 angefertigten Liste von Lawrenti Beria, welche die Namen von potentiellen Kriegsverbrechern zur Anklage vor dem Internationalen Militärtribunal in Nürnberg enthielt. Im Mai 1946 wurde er aus sowjetischer Internierung nach Polen überstellt. In Lublin wurde er zu einer siebenjährigen Haftstrafe verurteilt und im Dezember 1953 in die Bundesrepublik Deutschland entlassen. Moser nahm seinen Wohnsitz in Degerndorf am Inn in Oberbayern, wo er am 11. Juli 1968 im Alter von 87 Jahren verstarb.

## Auszeichnungen
| Mosers Militär- und SS-Dienstgrade | Mosers Militär- und SS-Dienstgrade |
| Datum                              | Rang                               |
| ---------------------------------- | ---------------------------------- |
| 1902                               | Fahnenjunker                       |
| August 1903                        | Leutnant                           |
| August 1911                        | Oberleutnant                       |
| November 1914                      | Hauptmann                          |
| Mai 1926                           | Major                              |
| Februar 1932                       | Oberstleutnant                     |
| Februar 1933                       | Oberst                             |
| November 1935                      | Generalmajor                       |
| 11. September 1938                 | SS-Oberführer                      |
| 1. April 1942                      | Generalleutnant                    |
| 9. November 1943                   | SS-Brigadeführer                   |
| 20. April 1944                     | SS-Gruppenführer                   |

- Eisernes Kreuz II. und I. Klasse
- Bayerischer Militärverdienstorden IV. Klasse mit Schwertern
- Ritterkreuz I. Klasse des Sächsischen Albrechts-Ordens
- Ritterkreuz I. Klasse des Herzoglich Sachsen-Ernestinischen Hausordens
- Sachsen-Coburg-Gothaische Karl Eduard-Medaille II. Klasse mit Schwertern
- Österreichisches Militärverdienstkreuz III. Klasse
- Totenkopfring der SS
- SS-Ehrendegen